# Große Synagoge Stockholm

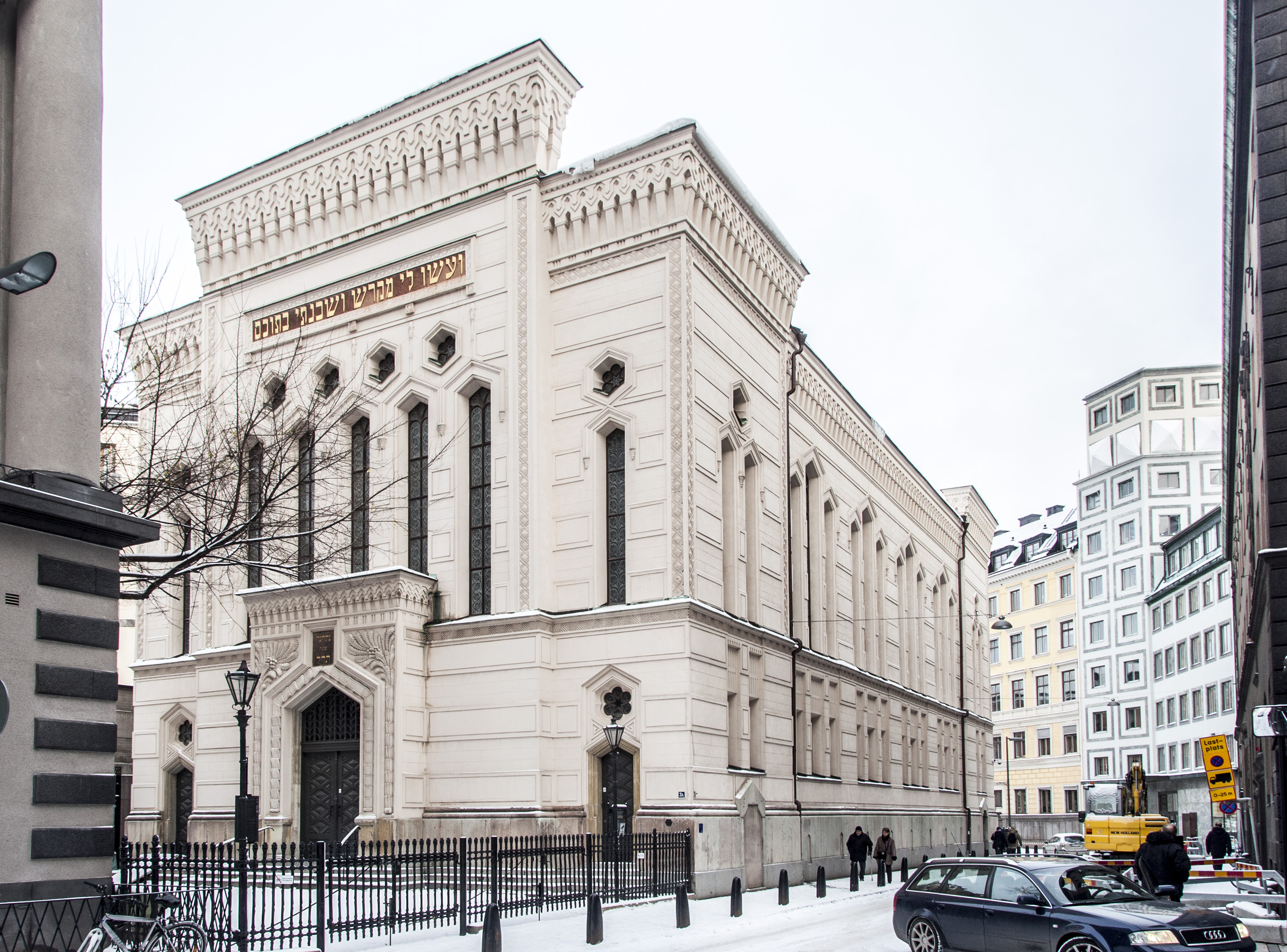
Die Große Synagoge in Stockholm

Die Große Synagoge in Stockholm (schwedisch: Stockholms stora synagoga; hebräisch: בית הכנסת הגדול של שטוקהולם Bet ha-Knesset ha-Gadol shel Shtokholm) ist die Hauptsynagoge der jüdischen Gemeinde der Hauptstadt Schwedens. Sie bildet aber historisch auch das Zentrum der jüdischen Gemeinschaften des gesamten Landes.

## Geschichte
Die Synagoge wurde zwischen den Jahren 1867 und 1870 vom berühmten schwedischen Architekten Fredrik Wilhelm Scholander nach dessen Plänen aus dem Jahr 1862 errichtet. Wie in vielen anderen Städten Europas (z. B. Neue Synagoge von Berlin oder Große Synagoge von Budapest) orientiert sich auch der Stockholmer Synagogen-Bau an den Linien und Formen der orientalisierenden Architektur. Bei ihrer Eröffnung im Jahr 1870 (demselben Jahr, in dem die jüdischen Bürger Schwedens per Verfassungsentscheid gleichberechtigt wurden) löste sie die älteren Synagogen der Hauptstadt in ihrer Funktion ab.
In das Mauerwerk der Synagoge sind dekorative Inschriften auf Hebräisch eingraviert und gemalt. Hier auf der Fassade im Bild zu sehen ist der Vers aus 2. Mose 25, 8–9: ועשו לי מקדש ושכנתי בתוכם: „Und errichte mir ein Heiligtum, damit ich unter ihnen wohnen kann.“
Im Jahr 1998 wurde vor der Synagoge in Anwesenheit des Königs von Schweden Carl XVI. Gustaf eine Schoah-Gedenkstätte eröffnet.
Heute befindet sich im Untergeschoss der Synagoge die Bibliothek der jüdischen Gemeinde der Stadt, deren Bestand Bücher umfasst, die in zahlreichen Sprachen verfasst sind, u. a. Schwedisch, Deutsch, Englisch, Französisch und Hebräisch.